# Kačka
Kačka je český název pro dva rody kachnovitých ptáků. Oba jsou monotypické a jeden byl v 19. století vyhuben, v současnosti tedy žije jediná kačka.

## Druhy
- rod Camptorhynchus
  - †kačka labradorská (Camptorhynchus labradorius) (Gmelin, 1789)
- rod Histrionicus
  - kačka strakatá (Histrionicus histrionicus) (Linné, 1758)